# Martin Erat
Martin Erat (Třebíč, 28 agosto 1981) è un ex hockeista su ghiaccio ceco.

## Carriera
Si mise in luce con le giovanili dello Zlín, tanto da essere scelto dai Nashville Predators al Draft 1999 (al settimo giro, 191º assoluto). Si trasferì subito in Nord America, disputando due stagioni nella lega giovanile Western Hockey League prima di approdare, nel 2001, alla NHL. Vestì la maglia dei Predators dal 2001 al 2004 e dal 2005 all'aprile del 2013, quando passò ai Washington Capitals. 
La sua esperienza ai Capitals durò meno di un anno: nel marzo del 2014 venne ceduto ai Phoenix Coyotes (poi rinominati Arizona Coyotes) con cui giocò fino al termine della stagione 2014-2015.
Complessivamente ha disputato 931 partite in NHL.
Successivamente ha giocato in Europa: per una stagione in Kontinental Hockey League con l'Avangard Omsk (2015-2016), e poi nell'Extraliga ceca con l'HC Kometa Brno (2016-2020).
Ha vestito lungamente la maglia della nazionale ceca, disputando quattro edizioni dei giochi olimpici invernali (con il bronzo vinto a Torino 2006) e altrettante edizioni del campionato mondiale (con un argento vinto nel 2006 ed un bronzo nel 2012.

## Palmarès

### Club
- Extraliga ceca: 2

Kometa Brno:2016-2017, 2017-2018

### Nazionale

#### Olimpiadi
- Bronzo a Torino 2006.

#### Mondiali
- Argento a Riga 2006.
- Bronzo a Helsinki 2012.